# Distretto di Alishing
Il distretto di Alishing è un distretto dell'Afghanistan appartenente alla provincia del Laghman. Viene stimata una popolazione di 72.844 abitanti.